# Mathieu Cardynaels
Mathieu Cardynaels (Koekelare, 28 aprile 1913 – Bruxelles, 13 ottobre 2001) è stato un ciclista su strada belga, professionista dal 1934 al 1937.

## Carriera
Il suo nome è legato soprattutto alla Liegi-Bastogne-Liegi dove nel 1934 giunse secondo.
Giunse inoltre terzo al Ronde van Limburg, e quattordicesimo al Giro delle Fiandre.

## Palmarès
- 1935

Giro di Haatch

## Piazzamenti

### Classiche monumento
- Giro delle Fiandre

1935: 14°
- Liegi-Bastogne-Liegi

1934: 2º
1936: 42º
1936: 22º